# Gerhard Miksa
Gerhard Miksa (* 3. November 1935) ist ein ehemaliger deutscher Fußballspieler.

## Karriere
Gerhard Miksa wechselte 1956 vom FC Schalke 04 zum 1. FC Kaiserslautern in die Oberliga Südwest. Er debütierte bei Lautern am sechsten Spieltag, den 30. September 1956, 7:1-Heimerfolg gegen den FV Speyer, als rechter Verteidiger in der Fußball-Oberliga Südwest. Sein Verteidigerkollege war Karl Schmidt. Die Runde beendeten die "Roten Teufel" am 28. April 1957 mit einem 12:6-Heimerfolg gegen TuS Neuendorf und feierten mit acht Punkten Vorsprung vor dem 1. FC Saarbrücken die Meisterschaft im Südwesten. Miksa hatte in 18 Ligaspielen mitgewirkt und dabei auch zwei Tore erzielt. In der Endrunde um die deutsche Meisterschaft kam er im abschließenden Spiel am 16. Juni 1957 in Augsburg gegen Kickers Offenbach (1:4) zum Einsatz. In den vorangegangenen Spielen gegen Hertha BSC (14:1) und Borussia Dortmund (2:3) wurde ihm dagegen Werner Baßler vorgezogen. In seiner zweiten Runde, 1957/58, reichte es für Kaiserslautern zur Vizemeisterschaft. In den zwei Qualifikationsspielen zur Endrunde um die deutsche Fußballmeisterschaft am 19. und 20. April 1958 in Frankfurt gegen den 1. FC Köln, war Miksa jeweils als linker Außenläufer im Einsatz. Beim FCK spielte er noch drei Jahre mit Fritz Walter zusammen, doch die großen Jahre der „Walter-Elf“ waren bereits vorbei. 1961 erreichte er mit seiner Mannschaft das DFB-Pokalfinale (0:2 gegen Werder Bremen). 1963 wurde der FCK, rechtzeitig zur Einführung der Bundesliga, nach sechs Jahren noch einmal südwestdeutscher Meister. Sein zehntes und letztes Ligaspiel in der Serie 1962/63 absolvierte er am 3. Februar 1963, beim 5:2-Heimerfolg vor 23.000 Zuschauern gegen den FK Pirmasens. Wolfgang Schnarr stand im Tor und Miksa bildete zusammen mit Willi Kostrewa das Verteidigerpaar.
1963 verließ er den FCK als Sportinvalide.
Heute lebt er mit seiner Frau immer noch in Kaiserslautern in der Sichtweite des Betzenberges.

### Statistik
| Liga             | Spiele (Tore) |
| ---------------- | ------------- |
| Oberliga Südwest | 148 (7)       |
| Wettbewerb       |               |
| DFB-Pokal        | 004 (0)       |

Insgesamt bestritt Miksa 155 Pflichtspiele für den FCK (sieben Tore).